# HD 177830 b
HD 177830 b는 거문고자리 방향으로 지구로부터 약 193광년 떨어진 곳에 있는 외계 행성이다. 어머니 항성은 분광형 K의 HD 177830이다. 1999년 캘리포니아 카네기 행성 탐사 연구진이 시선속도법을 이용하여 발견했다. 이 행성의 최소 질량은 목성의 1.53배이다. 그러나 궤도경사각이 정확하게 밝혀지지 않았기 때문에 실제 질량은 이보다 무거울 가능성이 있다. 질량으로 미루어 보아 적어도 이 행성은 암석이 아니라 딱딱한 표면이 없는 목성형 행성일 것이다.
이 행성이 항성으로부터 떨어진 거리는 지구 궤도 크기보다 약 23퍼센트 더 크다. 궤도는 거의 원에 가까우며 가까워질 때는 1.110 천문단위, 멀어질 때는 1.334 천문단위까지 물러난다. 다만 어머니 항성이 태양보다 더 밝기(4.78배) 때문에 행성 표면은 지구보다 뜨거울 것이며, 온도는 약 342 켈빈 정도일 것이다.
2000년 여러 과학자들은 히파르코스 위성이 관측한 자료를 기준으로 이 행성의 궤도경사각이 약 1.3도 수준에 불과하다고 주장했다. 만약 이 값이 정확하다면 행성의 질량은 목성의 67배 수준으로 더 이상 행성이 아니라 갈색 왜성 또는 어두운 적색 왜성 수준이 된다. 그러나 이후 이 값은 별로 신빙성이 없는 것으로 밝혀졌다. 게다가 갈색 왜성 사막 이론에 따르면, 목성보다 67배나 무거운 천체가 HD 177830처럼 밝은 항성 주위를 공전하고 있을 확률 또한 희박하다.

## 같이 보기
- HD 177830
- HD 177830 c

## 참고 문헌
- Vogt;  외. (2000). “Six New Planets from the Keck Precision Velocity Survey”. 《The Astrophysical Journal》 536 (2): 902–914. doi:10.1086/308981. 2009년 4월 29일에 원본 문서에서 보존된 문서. 2009년 6월 17일에 확인함.
- Butler;  외. (2006). “Catalog of Nearby Exoplanets”. 《The Astrophysical Journal》 646 (1): 505–522. doi:10.1086/504701. 2019년 12월 7일에 원본 문서에서 보존된 문서. 2009년 6월 17일에 확인함.